# Franz Blohm
Franz Heinrich Melchior Alexander Amadeus Blohm (* 1851 in Achim; † 28. November 1920) war ein sächsischer Generalmajor.

## Leben

### Herkunft
Franz Blohm entstammte einer weit verzweigten Familie, von denen viele eine militärische Laufbahn einschlugen. Er war Sohn des Juristen und Rittergutsbesitzers in Verden, Ludolph Amadeus Blohm und dessen Ehefrau Auguste Bornemann. Franz hatte sechs Brüder, welche allesamt Offiziere wurden und von denen Julius Blohm den Rang eines Generalleutnants erreichte.

### Karriere
Franz Blohm trat am 17. Februar 1868 in das Schützen-(Füsilier-)Regiment „Prinz Georg“ (Königlich Sächsisches) Nr. 108 der sächsischen Armee ein. Er avancierte am 15. Januar 1869 zum Leutnant bei der 2. Kompanie des Regiments und nahm innerhalb seines Regiments am Krieg gegen Frankreich teil. Nach Kriegsende wurde er in das Infanterie-Regiment „König Georg“ (7. Königlich Sächsisches) Nr. 106 versetzt, wo er am 3. Februar 1874 zum Oberleutnant befördert wurde. Er wurde die nächsten Jahre in verschiedenen Positionen, darunter bei der Unteroffiziersschule in Marienberg verwendet. In dieser Position erfolgte am 16. April 1880 auch seine Beförderung zum Hauptmann. Er kehrte nach mehreren Jahren in dieser Eigenschaft schließlich unter Rückkehr in den Truppendienst als Kompaniechef in das Königlich Sächsische 9. Infanterie-Regiment Nr. 133 und wurde am 20. Mai 1890 zum Major in diesem befördert. Im folgenden Jahr wurde er Bataillonskommandeur des I. Bataillons im Infanterie-Regiment „König Wilhelm II. von Württemberg“ (6. Königlich Sächsisches) Nr. 105, wonach er 1894 á la suite seines Regiments gestellt wurde und zum Kommandeur der Unteroffiziersschule und der Unteroffiziervorschule in Marienberg ernannt wurde. In dieser Eigenschaft erfolgte am 22. März 1894 seine Beförderung zum Oberstleutnant. Am 24. März 1897 erfolgte nachfolgend seine Beförderung zum Oberst, wonach er Regimentskommandeur des 14. Infanterie-Regiment Nr. 179 wurde. Am 1. April 1899 wurde er zum Kommando des Landwehrbezirks Leipzig übergeführt. Er wurde unter Genehmigung seines Abschiedsgesuches am 30. März 1905 mit dem Charakter eines Generalmajors zur Disposition gestellt.
Nach Ausbruch des Ersten Weltkrieges wurde er als z.D.-Offizier wiederverwendet und diente über nahezu den gesamten Konflikt als Kommandeur des Landwehrbezirks Chemnitz.